# The Surface ep
『the Surface ep』（ザ・サーフィス・イーピー）はthe band apartの1枚目のミニアルバムである。

## 内容
- 前作「Adze of penguin」から約2年ぶりのリリースとなるミニアルバム。約1年後にはフルアルバム「Scent of August」がリリースされる。
- 今作は4人のメンバーが一人一曲ずつ楽曲の骨格を持ち寄り作曲された。3曲目「Flower Tone」は、2009年10月3日に「ASPARAGUS presents BKTS TOUR 2009」で会場限定販売されたアルバム「BONES」からの収録。
- コーラスに他作品でもfemale voiceを担当しているchannyが参加している。（#5）

## 収録曲
1. Tears of joy（5:39）
間奏の一部に「...OUT OF THIS WORLD 4」（2009年4月15日発売）収録の「STEP UP」のフレーズが使われている。
2. free fall（3:58）
ミュージックビデオが制作されている。（ディレクター：青木亮二）
3. Flower Tone（3:56）
アルバム「BONES」からの収録曲。
4. C.A.H.（5:21）
5. Mercury Lamp（5:32）